# Inuvik Region (Volkszählungsregion)
Inuvik Region war von 1999 bis 2011, neben der Fort Smith  Region, eine der zwei Zensuseinheiten in den kanadischen Nordwest-Territorien. Ihr wirtschaftliches Zentrum war Inuvik und sie umfasste nur etwa 23 % der Bevölkerung sowie etwa 46 % der Fläche des Territoriums. Der kanadische Zensus von 2006 zählte 9.192 Einwohner auf einer Fläche von etwa 522.215 km².
Seit dem nationalen Zensus für das Jahr 2011 ersetzen die fünf neuen Zensusregionen die beiden ehemaligen Zensuseinheiten.

## Gemeinden
- Großstadt
  - keine
- Städte
  - keine
- Dörfer
  - Aklavik
  - Fort McPherson
  - Holman (Ulukhaktok)
  - Sachs Harbour
  - Tuktoyaktuk
  - Tulita
- Siedlungen
  - Déline
  - Tsiigehtchic
  - Colville Lake
  - Fort Good Hope
  - Paulatuk